# Nato (Sängerin)
Nato, auch n.A.T.o. (eigentlich: russisch Наталья Шевлякова, Natalja Schewljakowa; * 3. Oktober 1979 in Tiflis, Georgische SSR), ist eine georgisch-russische Popsängerin.

## Die Hintergründe
Natalja Schewljakowa ist die Tochter eines georgisch-russischen Paares. Entdeckt und als n.A.T.o. produziert wurde sie von Iwan Schapowalow, dem Produzent von t.A.T.u.
Ähnlich wie bei t.A.T.u. setzte Schapowalow auch bei seinem neuen Projekt auf gezielte Provokation zur Steigerung des Bekanntheitsgrades. Nato trat als „Schwarze Witwe“ auf. Ihr Gesicht war von einem schwarzen Tschador verdeckt. Sie sang tadschikisch, persisch und usbekisch. Das erste nur für den russischen Markt gedrehte Video zeigt eindeutige Zusammenhänge mit den Terroranschlägen in Russland. Das in Europa und weltweit gezeigte Video hingegen provozierte mit Bildern aus Kriegsgebieten, in denen Kindersoldaten zum Einsatz kommen.
Ihr Debütkonzert am 11. September 2004 sollte in Moskau im Haus der Gewerkschaften stattfinden und wurde als „Terrorkonzert“ angekündigt und so von der russischen Regierung verboten. Letztlich fand die Premiere in einem Moskauer Club statt. Im Juni 2005 trennte sich Nato von Schapowalow.
Mit ihrer ersten Single Chor Javon (persisch Čār ǧawān, tadschikisch Чор Ҷавон, Tschor Dschawon – Vier Jugendliche), die Muborakscho Mirsoschojew komponiert hatte, erreichte Nato im Juli 2005 die deutschen Charts auf Platz 49. Das Lied erzählt die Geschichte von vier Brüdern, die trotz der Warnungen ihrer Eltern, für die Jagd über die Berge wandern wollen und dabei alle vier ums Leben kommen. Auch zu dem Titel Be Umide (Ohne Hoffnung) wurde noch ein Video gedreht. Auch dieser Song wurde in tadschikischem Persisch gesungen.

## Diskografie
- 2005: Nato (Album)
- 2005: Chor Javon (Single)